# Coppa del Mondo di sci carving
La Coppa del Mondo di sci carving (indicata anche con l'espressione inglese Carving cup) è nata ufficialmente, con il patrocinio della Federazione italiana sport invernali nel 1997, quando i tecnici della rivista Sciare, dopo aver effettuato test materiali con i nuovi sci carving, hanno organizzato un tour itinerante dedicato al pubblico, con una competizione esclusivamente dimostrativa. La formula di gara è stata suggerita dall'americano Jeff Bruce, collaboratore tecnico del calzaturificio Dalbello, presso il distributore locale.
L'idea iniziale si ispira allo sci nautico, dove più si va avanti e più aumenta il raggio di curva, rappresentato da boe messe in acqua. Da qui l'idea di un percorso molto corto, con soli otto curve, ognuna delle quali ha 5 boe di colori diversi, disposte più o meno in linea. La boa più esterna regala 5 punti, poi 4, 3, 2 fino ad arrivare a quella più interna che regala solo 1 punto. Il primo a partire è una "lepre", quindi un atleta forte ma fuori gara che realizza un tempo, passando per le boe secondo una sua linea ideale. Se ad esempio il tempo realizzato è di 20 secondi, i concorrenti dovranno affrontare il percorso non oltre i 20 secondi cercando di totalizzare più punti possibile nelle boe. Ovviamente conviene passare per la boa più esterna che dà 5 punti, ma il rischio è quello di uscire dai 20 secondi e quindi di essere eliminato. Dopo una prima manche, passano il turno i primi 20 atleti. Poi una seconda manche fa un ulteriore taglio a 10 atleti che poi si sfidano nella finale (quindi terza prova). L'atleta non usa i bastoncini perché la boa è rappresentata da un "fungo" alto circa 30 cm. quindi lo sciatore ha la possibilità di effettuare inclinazioni esasperate, appoggiando la mano sulla neve ben al di là del funghetto, a patto, ovviamente, che gli sci passino all'esterno del fungo (o della boa).
Per due anni si è proceduto con questa formula in campionati a più tappe in Italia, Austria, Germania, Svizzera e una finale a Vail (Canada) nella stagione 1988-89. Gli atleti sono per lo più maestri o ex atleti, collaboratori oggi di aziende dello sci. Per favorire la partecipazione viene istituito un montepremi in denaro di 5.000 dollari per ogni gara.
Gli organizzatori però individuano una lacuna nel regolamento base della gara. Poiché il tracciato è molto breve, l'atleta in partenza è in grado di capire se il concorrente che lo ha preceduto è riuscito a stare nei 20 secondi, o comunque nel tempo limite, e può quindi costruirsi una tattica adeguata. Se si accorge addirittura che è uscito dal tempo limite, affronta il percorso passando per le boe meno esterne con la certezza di stare nel tempo e passare alla manche successiva, per poi giocarsi il tutto per tutto nella manche finale. Quindi accade che il concetto carving viene a mancare, poiché se si passa per le boe interne l'inclinazione e quindi l'azione spettacolare del gesto carving non si realizza.
Gli organizzatori, che nel frattempo danno vita a un comitato internazionale con rappresentanti federali di Italia, Austria, Francia, Germania e Svizzera, decidono di cambiare radicalmente il regolamento. Nell'estate del 1999 sul ghiacciaio di les Deux Alpes si effettua una prova. 
Scompare il tempo limite e il risultato di gara è dato dal tempo ottenuto diviso per il totale dei punti conquistati nelle boe. Ad esempio: 23"45 (tempo): (diviso) 72 punti boa = 0,3256. per ottenere un numero senza lo zero si moltiplica il risultato per 100, ottenendo così: 32,56.
In questo modo il concetto rimane invariato, ovvero l'atleta deve sempre ottenere più punti possibile nelle boe nel minor tempo possibile, ma è costretto a costruirsi una propria tattica di gara senza basarsi su risultati convenienti dei concorrenti.
Si disputano due manche di qualificazione. Passano alla semifinale i primi 30 uomini e le prime 10 donne. Le donne sono meno perché vi è meno partecipazione. Dalla semifinale si qualificano per la prova finale i primi 10 uomini e le prime 5 donne della semifinale.
Il regolamento viene proposto a Gianfranco Kasper nel luglio del 1999, neo presidente Federazione Internazionale Sci. Kasper accetta di annoverare la specialità Carving nella disciplina dello sci alpino. Nasce nell'inverno 1999 la Carving Cup Fis Internazionale, una sorta di circuito mondiale, sperimentale. Il campionato ottiene un ottimo successo e al meeting Fis dell'autunno 2000 disputato a Milano, la commissione dello sci alpino, presieduta da Toni Sailer, dice Sì, ovvero dà il via ufficiale alla Fis Carving Cup.
Il montepremi in denaro sale a 9.500 Euro e gli atleti danno vita ad una classifica a Squadre, sponsorizzate anche da aziende extra settore. L'idea dei Team nasce per poter "vivere" senza pesare sulle casse federali, già in crisi a gestire le competizioni già catalogate. Nei primi anni, la sfida vede quasi sempre protagonisti l'austriaco Ignaz Ganahl e l'azzurro Stefano Mantegazza, mentre tra le donne, le Azzurre Elisabetta Timoteo, Sovrana Welf e Laura Gianera se la giocano con l'elvetica Annick Bonzon Anner e la slovacca Iveta Kohutova.
Nel regolamento si introduce una clausola per cui gli atleti non possono usare le classiche tute da gara, più che altro per costruire un'identità propria, staccandosi leggermente dalle competizioni tradizionali. Piace molto l'idea di affiancare all'aspetto agonistico quello più ludico di un villaggio promozionale dedicato al pubblico. Sono davvero tanti e prestigiosi gli sponsor che aderiscono all'iniziativa. Il primo anno delle sei gare italiane (saranno 12 in totale), Omnitel firma. lo Skitour. Poi sarà Toyota a prenderne il posto che non mollerà più confermando la sponsorizzazione ancora per il 2008/2009. La popolarità del carving approda anche in Polonia, Slovenia, Repubblica Ceca che creano vere e proprie squadre nazionali.
L'Italia è sempre tra i paesi più forti, grazie anche all'arrivo di Alessandra Merlin che abbandona le discese di Coppa del Mondo in lite con i tecnici e di Gianluca Grigoletto, appena uscito dalla squadra A di slalom, vincitore di due titoli Italiani Assoluti, fermato nella sua ascesa mondiale solo da una serie di infortuni. Ma tanti altri campioni di Coppa vivono le gare: Hubert Strolzl (SUT); Danhiel Mahrer (SUI), Matteo Belfrond, Josef Polig, Kristian Ghedina, Sergio Bergamelli, Giancarlo Bergamelli e Thomas Bergamelli e tanti altri.
Nel 2003 il comitato Carving Cup decide di modificare il percorso: le 5 boe di ogni curva diventano 3: rossa quella esterna che dà 5 punti, gialla quella mediana (4 punti) e blu quella interna (3 punti). Le curve da 8 arrivano fino a 20 e lo spettacolo diventa assoluto. La Televisione, con inizialmente la Rai e poi Sky Sport trasmettono le gare con ampi spazi. Il tutto è seguita anche da Radio (Radio R101), quotidiani (Gazzetta dello Sport e Corsport), con moltissimi spazi conquistati su quotidiani locali e siti internet. Ora la Fis Carving Cup vive con il pieno sostegno della Federazione Internazionale. Le federazioni nazionali dello sci di Italia, Svizzera, Polonia, Slovenia e Rep. Ceca sostengono moltissimo la specialità.